# Шастовська сільська рада
Ша́стовська сільська рада (рос. Шастовский сельский совет) — сільське поселення у складі Варгашинського району Курганської області Росії.
Адміністративний центр — село Шастово.
Населення сільського поселення становить 842 особи (2017; 901 у 2010, 1089 у 2002).

## Склад
До складу сільського поселення входять:
| Населений пункт       | Населення, осіб (2002) | Населення, осіб (2010) |
| --------------------- | ---------------------- | ---------------------- |
| Волосниково, присілок | 95                     | 81                     |
| Плотниково, присілок  | 241                    | 215                    |
| Секісово, присілок    | 143                    | 111                    |
| Шастово, село         | 272                    | 261                    |
| Шмаково, присілок     | 338                    | 233                    |